# Steve Hernández
Steve Anthony Emil Hernández (3 de agosto de 1986 en Batangas), conocido artísticamente como Steve Hernández. Es un músico de género pop, cantante de ópera y vocal entrenador filipino. Conocido por su gran capacidad de introducir notas muy altas dentro de una gama vocal, se dice que puede hasta ampliar a más de siete octavas notas. También ha sido reconocido como uno de los mejores artistas dentro de los Récords Mundiales en los Guinness, por su estilo de cantar.

## Biografía
Steve Hernández nació el 3 de agosto de 1986, hijo de padres españoles, Antonio Hernández y Emelia. Después de terminar la escuela secundaria, Hernández estudió canto en el Conservatorio de Música de Queensland en la Universidad Griffith en Australia. Pasó los cinco años en el desarrollo de su voz, aunque pasó un total de 10 años desarrollando sus habilidades vocales distintivo. Además trabajó en solitario en un período de sesiones como vocalista, cantando coros para Mariah Carey, Debelah Morgan, Keith Urban, Vanessa Amorosi, y entre otros artistas. También ha trabajado en televisión y la radio. 

## Carrera
Actualmente es profesor de canto en el Sheldon College y ha promovido su carrera artística en su más reciente álbum titulado, "Simplemente Steve". Su anterior álbum, Showstopper, fue certificado con doble disco de platino en los Estados Unidos y por el 5x Platino en su natal Filipinas. Su récord total de ventas en todo el mundo ha logrado vender unos 4 millones desde el lanzamiento de su primer álbum. 

## Discografía
- 2005 - Popera
- 2006 - Showstopper
- 2007 - Simplemente Steve
- 2008 - TBA

- Datos: Q6134251